# Tropidurus jaguaribanus
Espèce
Tropidurus jaguaribanus est une espèce de sauriens de la famille des Tropiduridae.

## Répartition
Cette espèce est endémique du Ceará au Brésil.

## Publication originale
- Passos, Lima & Borges-Nojosa, 2011 : A new species of Tropidurus (Squamata, Tropiduridae) of the semitaeniatus group from a semiarid area in Northeastern Brazil. Zootaxa, n. 2930, p. 60–68.